# Puntarrón Chico
Le Puntarrón Chico est une colline conique et en terrasses située à la périphérie du centre urbain de Beniaján dans la région de Murcie (Espagne).
Depuis 1992, la colline est incluse dans le parc régional de Carrascoy y El Valle (es), elle bénéficie donc également de mesures spéciales de protection de l'environnement.
Depuis le 11 février 2021, le Puntarrón Chico est déclaré bien d'intérêt culturel pour sa valeur archéologique.

## Géographie

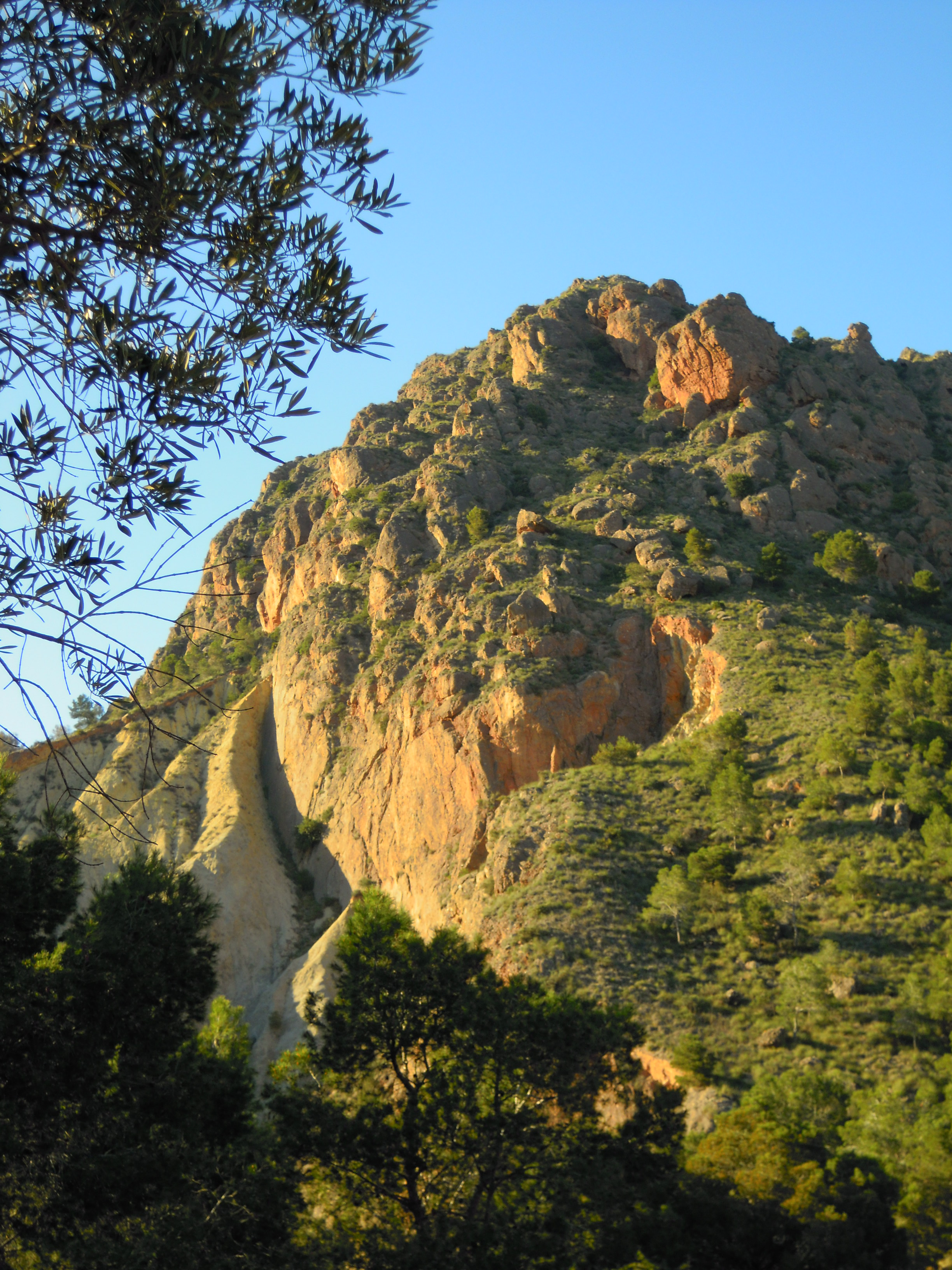
Vue du Puntarrón.

Elle est entourée par le lit d'un rambla juste à l'entrée du Puerto del Garruchal (es) dans la comarque de la Cordillera Sur. (es). Elle tire son nom du grand pic de Puntarrón, un imposant sommet de roche rougeâtre qui s'élève jusqu'à 379 m d'altitude au sud-est et au sommet duquel les Arabes installèrent une garnison pour contrôler ce col entre la vallée du Segura, le Campo de Cartagena (es) et la comarque du Mar Menor (es).

## Histoire
La situation stratégique du Puntarrón Chico met en évidence l'existence d'une source documentée depuis l'époque romaine et qui est maintenant connue sous le nom de Mina del Agua. Cette source a favorisé l'installation des premiers colons dans la région. Une ville importante appartenant à la culture d'El Argar a été construite à cet endroit entre le IIIe et le IIe millénaire av. J.-C..
En 1961, les propriétaires du Puntarrón Chico décident de profiter du terrassement de la colline pour planter des arbres fruitiers sur ses pentes. C'est alors qu'ils découvrent les premiers vestiges de la ville, jusqu'alors inconnus, dont l'exploitation archéologique finit par offrir des informations riches et précieuses sur le mode de vie lié à la culture d'El Argar. À l'est de Beniaján se trouve une colonie prototypique, ainsi que l'une des plus importantes de toute la région d'El Argar. De nombreux foyers sont sauvés, mais les principales découvertes sont déposées au musée archéologique de Murcie, où elles peuvent être vues : de nombreuses pièces en céramique, des couteaux en silex, des poinçons en os, des bracelets, des bagues et des sépultures à la fois dans des cistes et dans des jarres.
Les deux seules campagnes archéologiques menées dans la région, qui se sont déroulées dans les années qui ont immédiatement suivi la découverte, ont montré que la taille de la ville dépasse la zone de Puntarrón Chico et s'étende probablement sur toute la pente de la montagne appelée « Picacho » atteignant même la partie supérieure de l'actuelle zone urbaine de Beniaján. Ces hypothèses, le lieu n'ayant pas fait l'objet de nouvelles campagnes, n'ont pas pu être vérifiées et documentées à ce jour.

### Découverte d'une cruche

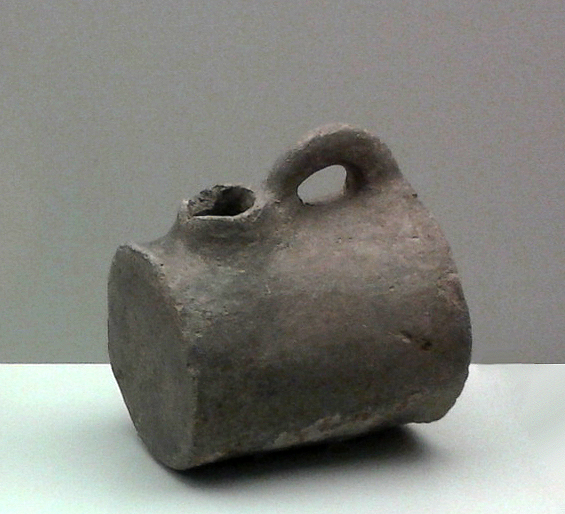
Cruche découverte sur le site.

L'une des découvertes les plus uniques sur le site est un spécimen de cruche considéré comme le plus ancien trouvé dans la péninsule Ibérique. C'est une pièce essentielle de l'historiographie de la céramique, constituée d'une cuve cylindrique fermée, percée d'un seul trou de 2 cm et d'une anse placée sur le dessus. La cruche mesure 11 cm pour 9,5 cm et est actuellement exposée dans le musée archéologique de Murcie.